# Heineberg (Porta Westfalica)
Koordinaten: 52° 13′ 23″ N, 9° 3′ 33″ O
Der Heineberg ist ein Naturschutzgebiet in der ostwestfälischen Stadt Porta Westfalica. Es ist rund 9 Hektar groß und wird unter der amtlichen Bezeichnung MI-049 geführt.

## Lage
Das Naturschutzgebiet Heineberg liegt östlich des Ortsteiles Kleinenbremen an der Nordseite des Wesergebirges.

## Einrichtung
Die Unterschutzstellung soll zur Erhaltung der Halbtrockenrasenstandorte als Refugium für seltene Pflanzenarten dienen. Außerdem sollen die natürlich entstandenen wärmeliebenden Büsche und der angrenzende Buchenwaldstandort geschützt werden.